# Kong Krailat (huyện)
Kong Krailat (tiếng Thái: กงไกรลาศ) là một huyện (amphoe) ở phía đông nam thuộc tỉnh Sukhothai, miền nam Thái Lan.

## Địa lý
Các huyện giáp ranh (từ phía tây nam theo chiều kim đồng hồ): Khiri Mat và Mueang Sukhothai thuộc tỉnh Sukhothai, Phrom Phiram và Bang Rakam thuộc tỉnh Phitsanulok.

## Lịch sử
Huyện này đã được đổi tên từ Ban Krai sang Kong Krailat năm 1939.

## Hành chính
Huyện này được chia thành 11 phó huyện (tambon), các đơn vị này lại được chia ra thành 126 làng (muban). Thị trấn (thesaban tambon) Kong Krailat nằm trên một phần của tambon Kong, Ban Krang và Pa Faek. Có 10 Tổ chức hành chính tambon.
| STT. | Tên               | Tên Thái     | Số làng | Dân số |  |
| ---- | ----------------- | ------------ | ------- | ------ |  |
| 1.   | Kong              | กง           | 13      | 5.947  |  |
| 2.   | Ban Krang         | บ้านกร่าง      | 12      | 4.175  |  |
| 3.   | Krai Nok          | ไกรนอก       | 15      | 4.501  |  |
| 4.   | Krai Klang        | ไกรกลาง      | 8       | 3.924  |  |
| 5.   | Krai Nai          | ไกรใน        | 15      | 7.973  |  |
| 6.   | Dong Dueai        | ดงเดือย       | 11      | 6.478  |  |
| 7.   | Pa Faek           | ป่าแฝก        | 13      | 6.102  |  |
| 8.   | Kok Raet          | กกแรต        | 12      | 5.252  |  |
| 9.   | Tha Chanuan       | ท่าฉนวน       | 12      | 9.888  |  |
| 10.  | Nong Tum          | หนองตูม       | 7       | 5.400  |  |
| 11.  | Ban Mai Suk Kasem | บ้านใหม่สุขเกษม | 8       | 4.881  |  |